# Museo de la Solidaridad Salvador Allende
Museo de la Solidaridad Salvador Allende (MSSA) es un museo de arte contemporáneo ubicado en Santiago de Chile y lleva el nombre de Salvador Allende, Presidente de la República de Chile entre 1970 y 1973.
Es administrado por la Fundación Arte y Solidaridad, integrada por representantes del Ministerio de Educación, Ministerio de las Culturas, Artes y el Patrimonio y la Fundación Salvador Allende.

## Historia

### Museo de la Solidaridad por Chile (1971-1973)
La iniciativa surgió en 1971 del crítico de arte español José María Moreno Galván, quien durante el encuentro de intelectuales realizado en Santiago, llamado "Operación Verdad", propuso la creación de un museo de arte en apoyo al gobierno de la Unidad Popular. Tras la aprobación del proyecto por el mismo Salvador Allende, se conformó el Comité Internacional de Solidaridad Artística con Chile (CISAC), entidad que reunió a intelectuales nacionales e internacionales como el intelectual brasileño Mário Pedrosa y el italiano Carlo Levi. Allende realizó un llamado a los artistas del mundo a través de una carta abierta y, producto de la gestión del CISAC, comienza a llegar prontamente obras de distintas partes del mundo, totalizando 650 piezas artísticas -entre pinturas, grabados, esculturas, dibujos, tapices y fotografías- entre 1972 y 1973. Artistas como Joan Miró, Roberto Matta, Lygia Clark, Frank Stella enviaron su aporte en ese periodo.
El Museo de la Solidaridad -como se llamó en ese entonces- fue inaugurado oficialmente el 17 de mayo de 1972 por el presidente Allende con una exposición en el Museo de Arte Contemporáneo de la Universidad de Chile. Debido a su impacto, esta iniciativa fue catalogado como "el proyecto cultural más ambicioso del gobierno de Salvador Allende". A pesar de esto, no alcanzó a tener un espacio físico propio ni tampoco tuvo una entidad jurídica, siendo administrado por el Instituto de Arte Latinoamericano de la Universidad de Chile.
Tras el golpe de Estado del 11 de septiembre de 1973, el museo fue cerrado, sus gestores sufrieron exilio y se perdió la pista de parte de la colección. Algunas de ellas fueron guardadas en el Museo de Arte Contemporáneo de Santiago, mientras que otras llegaron al Museo Nacional de Bellas Artes.

### Museos Internacional de la Resistencia Salvador Allende (1975-1990)
A partir de 1975, un grupo de artistas y gestores -entre ellos Miria Contreras, José Balmes, Pedro Miras y Carmen Waugh- conformaron desde sus exilios en Cuba, España y Francia, el llamado "Museo Internacional de la Resistencia Salvador Allende". Bajo ese nombre, se continuó convocando a la donación de obras para apoyar la resistencia en Chile, organizando exposiciones que denunciaron las violaciones a los derechos humanos a lo largo de toda Europa.

### Museo de la Solidaridad Salvador Allende (1990-actualidad)

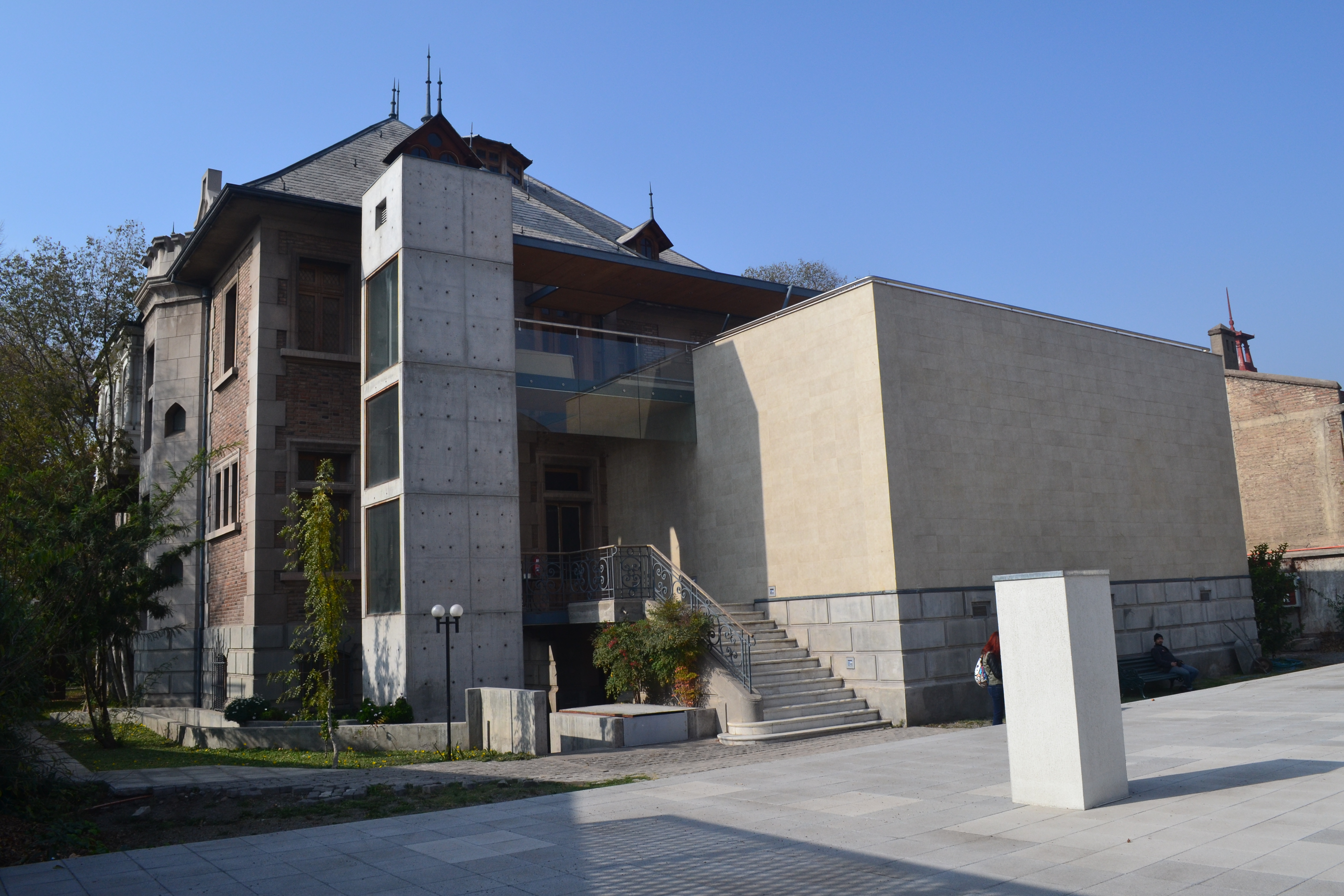
Vista desde patio interior del MSSA.

Con el retorno a la democracia en Chile, la Fundación Salvador Allende inició la recuperación de obras de la colección en 1990. En septiembre de 1991, se reinauguró del Museo de la Solidaridad en el Museo Nacional de Bellas Artes al mismo tiempo que se traspasó la Colección Solidaridad del museo al Estado de Chile.
En 1992, el Estado de Chile entregó en comodato las obras de la colección a la Fundación Salvador Allende. Desde el 2005 la Fundación Arte y Solidaridad está a cargo de administrar, difundir, investigar y activar su colección y archivo histórico y se trasladó el Museo de la Solidaridad al Palacio Heiremans, en el barrio República de Santiago, antiguo centro de detención de la Central Nacional de Informaciones (CNI) durante la dictadura de Augusto Pinochet.
El 10 de diciembre de 2023 el museo recibió 18 obras desde el Museo de Arte Contemporáneo de Villafamés (MACVAC) de España, las que estuvieron almacenadas por más de 30 años en dicho país.
Al regreso de la democracia en Chile, sus colecciones de ambos periodos están siendo reunidas, a la par que se han recibido nuevas donaciones de artistas como Yoko Ono, Alfredo Jaar, entre otros.

## Directores
- Carmen Waugh (1991-2005)
- José Balmes (2006-2010)
- Ernesto Ottone (2010-2011)
- Claudia Zaldívar (2011-actualidad)[14]

## Equipo actual
- Directora: Claudia Zaldívar[14]
- Colección: Caroll Yasky
- Archivo: María José Lemaitre
- Programación: Daniela Berger
- Comunicaciones: María José Vilches
- Programas Públicos: Soledad García
- Administración: Marcela Duarte

### Galería

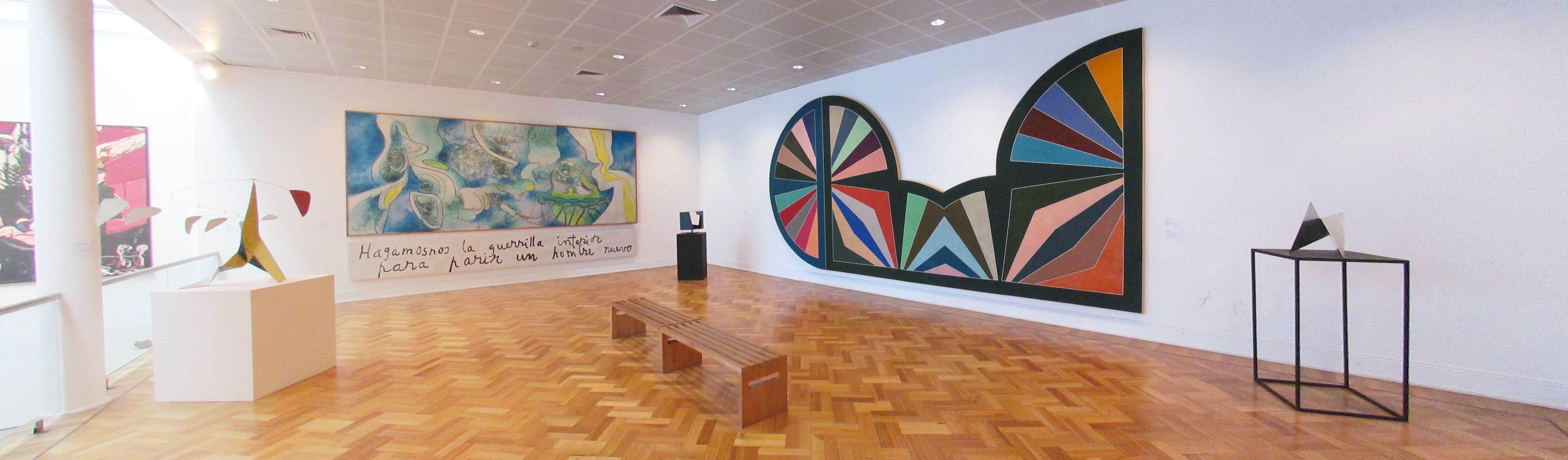
Segunda sala de exposiciones
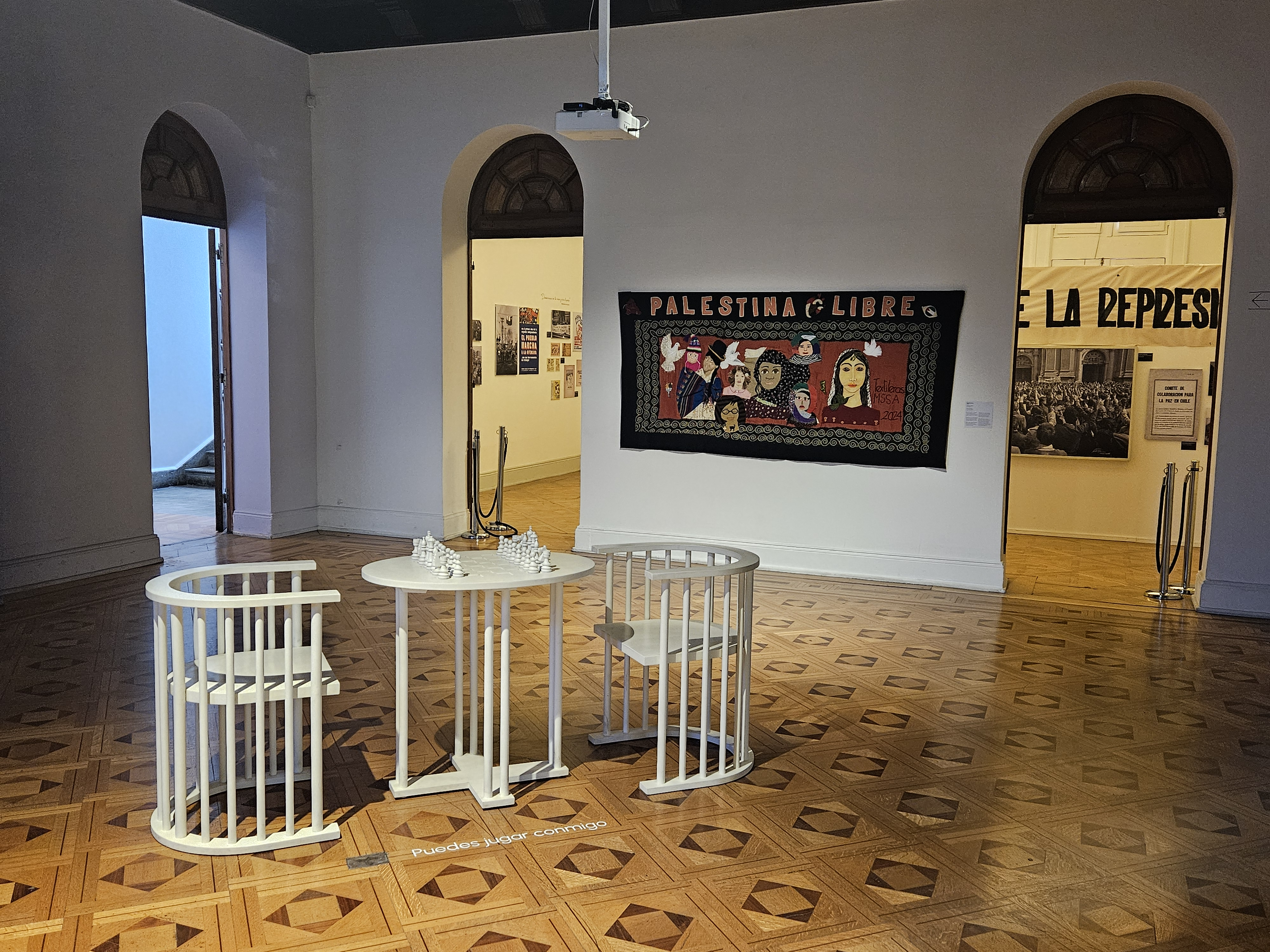
'Play it by trust', instalación de Yoko Ono
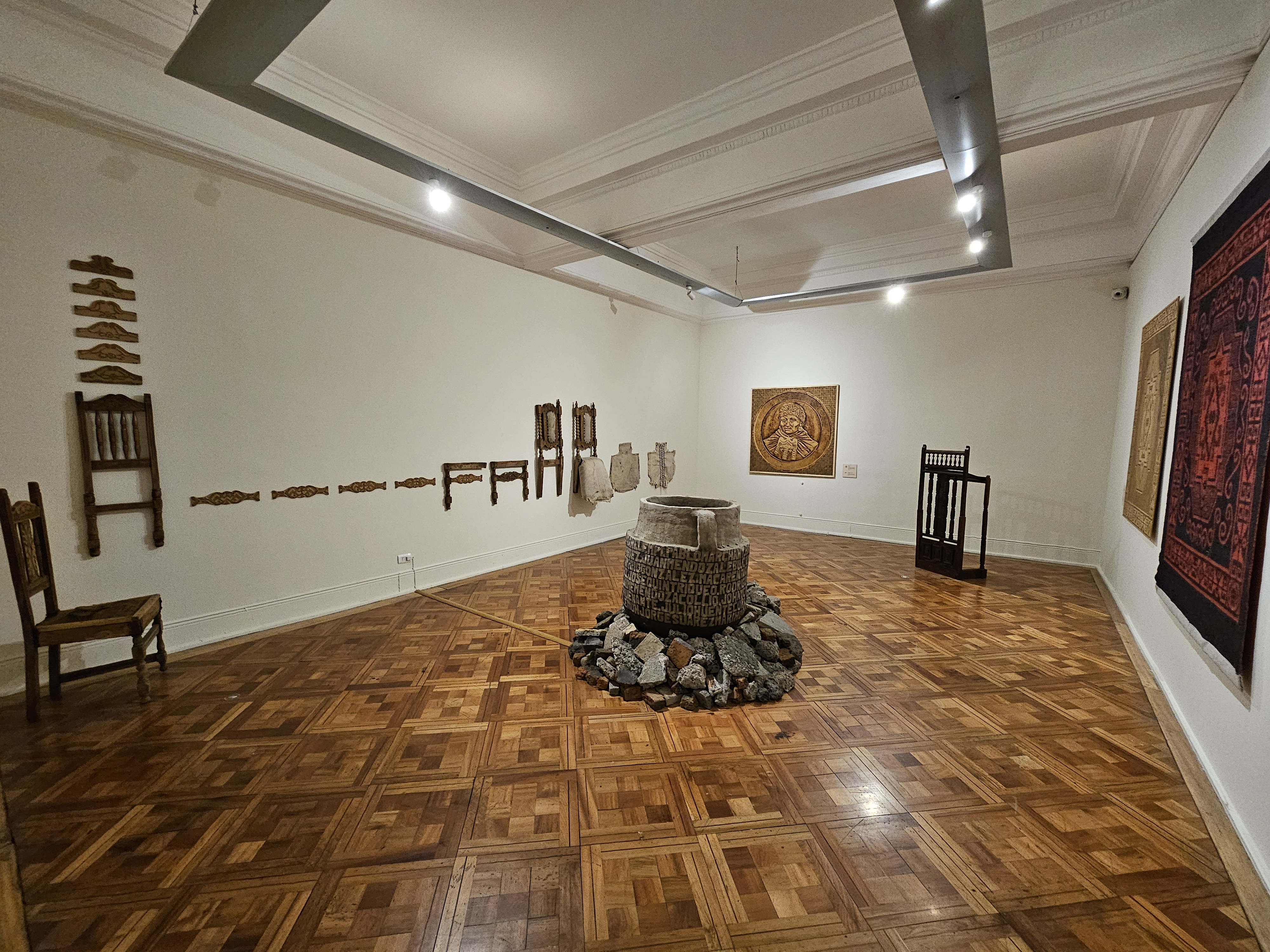
Sala del segundo piso
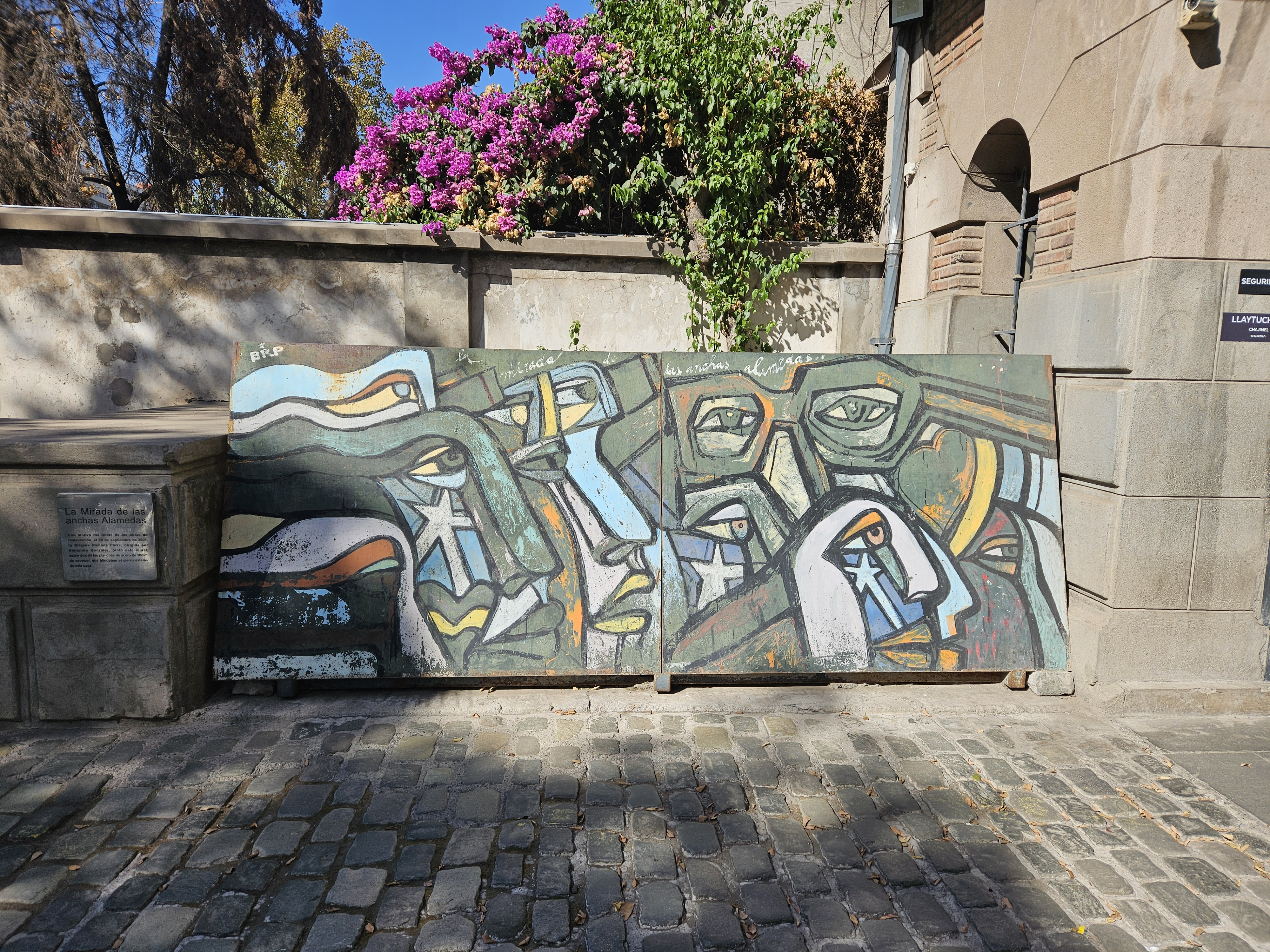
Mural de Mono González en el acceso al museo